# قرصيتا
قرصيتا، بلدة من أقصى بلدات قضاء المنية - الضنية في محافظة لبنان الشمالي تشتهر بزراعة الإجاص والتفاح والدراق والفواكه المتنوعة وتعد من المنتجين الأوائل في لبنان لهذه الفواكه وتتميز بطبيعتها الخلابة وموقعها المميز المطل على مدينة طرابلس وبلدات عكار والساحل السوري كما أنها غنية بالمياه العذبة حيث تكثر فيها الينابيع والعيون كنبع السكر الذي يغذي بمياه الشفة عدد كبير من قرى المنطقة.
وسميت بهذا الاسم نظراً لقساوة البرد أيام الشتاء.

## موقعها
تقع في شمال لبنان وتتبع لقضاء المنية - الضنية، يحدها من الشمال السفيرة ومن الغرب بيت الفقس ومن الجنوب نمرين
و يحدها من الشرق بساتينها الجبلية ثم جرود الضنية المتصلة بجبل المكمل، وتعد من أكبر القرى مساحة في الضنية، حيث تتبعها إدارياً منطقة قرن جيرون التي تبعد عنها حوالي ال-15 كم، وهي منطقة مزارع تابعة لعائلات القرية.

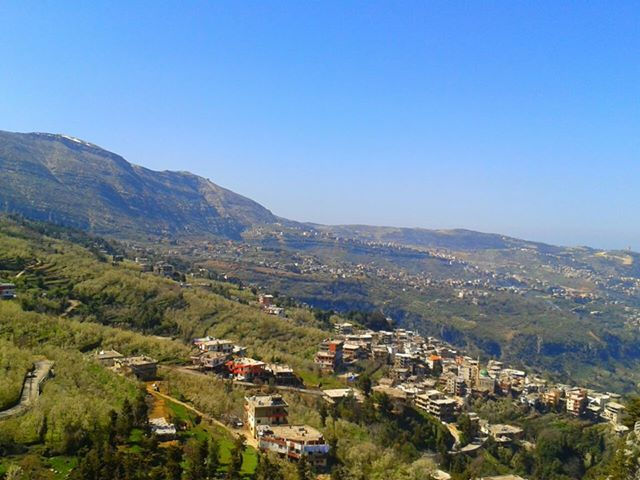
منظر عام لقرية قرصيتا في قضاء الضنية - لبنان

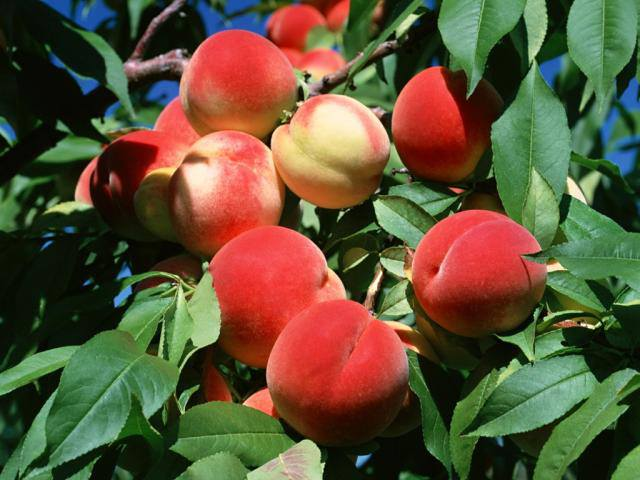
الدراق: من منتجات قرصيتا

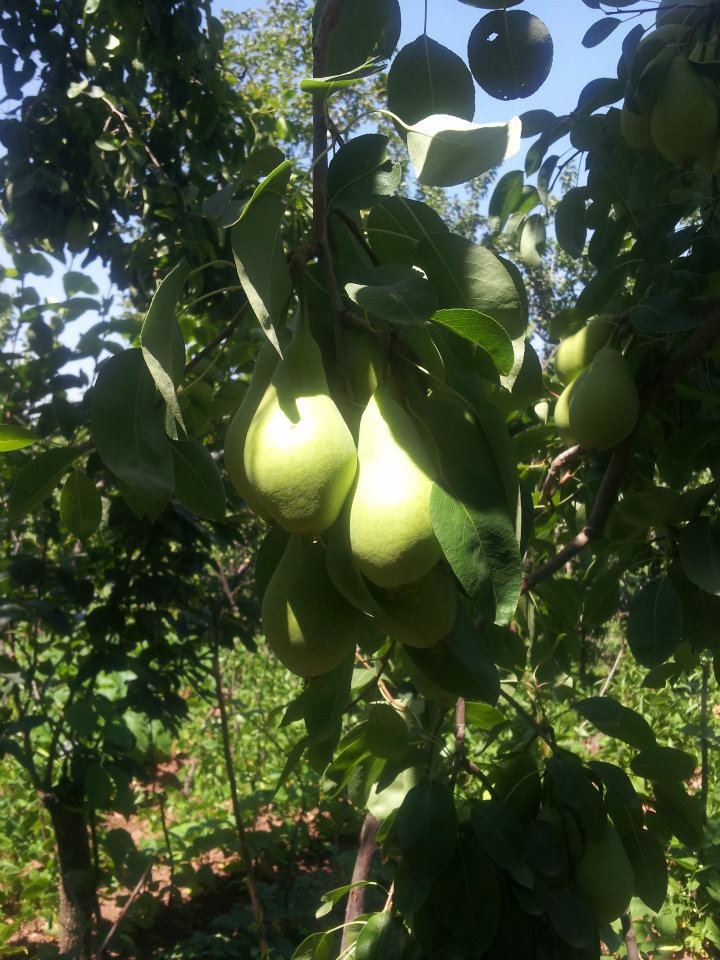
الإيجاص: أهم منتجات قرصيتا

## بلدية
أول بلدية في العام 2004 واستمرت حتى الانتخابات الأخيرة في حزيران 2010 .
وهي الآن عضو في تجمع بلديات الضنية.

## السكان
لا يوجد إحصاء رسمي و حسب سجلات المقيمين لإحصاء 1932 يبلغ عدد سكانها حوالي5500 نسمة يغلب عليهم الصبا.ينتمي أهل هذه البلدة إلى أهل السنة والجماعة ومعظم العائلات تنزح إلى مدينة طرابلس (لبنان) في فصل الشتاء إما للعمل أو لتوفر فرص تعليمية أفضل.تتميز بخصوبة المرأة فيها والرجال أيضا.

## التنمية
تتميز بوعورة الطرقات الزراعية الجبلية فيها. وتعاني من الحرمان الكبير منذ قيام دولة لبنان. كما يعاني المزارعين من صعوبة تصريف إنتاجهم الزراعي. وكما معظم قرى الضنية، تعتمد التنمية في هذه البلدة على مجهود ومبادرات ابنائها الشخصية. يوجد فيها العديد من الجمعيات الشبابية والتنموية التي تقوم بأعمال تربوية وتنموية من وقت إلى آخر ولكن سيطرة السياسين عليها جعلتها تنحرف عن مسارها التنموي نحو السياسة.

## التعليم
يوجد فيها مدرستان تكميلية ومدرسة ثانوية واحدة، نسبة المتعلمين فيها مرتفعة جداً حسب تقديرات الأهالي ومديري المدارس بيد أنه لا توجد إحصاءت رسمية. يوجد فيها عدد كبير من حملة الإجازات الجامعية في شتى المجالات وخاصةً العلمية منها، كما ويوجد فيها عدد لا بأس به من المهندسين والأطباء وحملة شهادة الدكتوراه. يشار إلى أنه بدأت مؤخراً حركة هجرة قوية من الشباب المتعلم نحو دول الخليج العربي وبلدان الاغتراب الأخرى نظراً لضيق فرص العمل وإهمال مسؤولي الحكومات المتعاقبة للمشاريع التنموية في المنطقة.